# Princes Lakes
La ville américaine de Princes Lakes est située dans le comté de Johnson, dans l’État de l'Indiana. Lors du recensement de 2010, sa population s’élevait à 1 312 habitants.

## Source
- (en) Cet article est partiellement ou en totalité issu de l’article de Wikipédia en anglais intitulé « Princes Lakes, Indiana » (voir la liste des auteurs).